# 热带风暴水上乐园
热带风暴水上乐园是位于中華人民共和國上海市闵行区七宝镇新镇路78号的一個水上遊樂場，占地面积10.67万平方米。始建於1992年，1995年建成並对外开放。热带风暴水上乐园共有36个嬉水项目，分为南北两大游乐区。樂園內有1.2公里长的霹雳河。霹雳河上有长达75米的冰封隧道和“百嘉大风暴”。乐园内还有6000平方米的人造海浪池、林屋探秘、3组名為群龙争霸、追魂战车、时空战将的滑道和南、北两大活动池。

## 外部連結
- 官方网站